# 가바호촌
가바호촌(樺穂村)은 이바라키현 마카베군에 일찍이 존재했던 촌이다.

## 지리
- 현재 사쿠라가와시의 동부, 구 마카베정의 북동부에 위치한다.
- 촌의 동부는 츠쿠바 산지에 접해 있으며, 가바산과 아시오산이 있다.
- 촌내에는 사쿠라강이 흐른다

## 역사
- 1889년 4월 1일 - 정촌제 시행에 의해 마카베군 가바호촌이 성립하였다.
- 1954년 12월 1일 - 마카베정, 야가이촌, 시오촌과 합병해, 새로운 마카베정이 성립하여, 동일 가바호촌은 폐지되었다

## 인구
| 1891년 | 5,190 |
| 1920년 | 8,368 |
| 1935년 | 3,883 |
| 1950년 | 5,117 |

## 교통

### 철도
- 조스쓰쿠바철도 ( →간토철도 →이바라키 교통)
  - 조스선

## 참고문헌
- 『가도카와 일본 지명 대사전 8 茨城県』가도카와 쇼텐（1983年）
- 『全国市町村名変遷総覧』日本加除出版（2006年）